# Alessandro Cambalhota
Alessandro Cambalhota (nacido el 27 de mayo de 1973) es un exfutbolista brasileño que se desempeñaba como delantero.
En 1999, Alessandro Cambalhota jugó para la selección de fútbol de Brasil.

## Trayectoria

### Clubes
| Club                 | País           | Año         |
| -------------------- | -------------- | ----------- |
| Novorizontino        | Brasil         | 1993 - 1995 |
| Vasco da Gama        | Brasil         | 1995        |
| Santos               | Brasil         | 1996 - 1997 |
| Júbilo Iwata         | Japón          | 1997 - 1998 |
| Santos               | Brasil         | 1998 - 1999 |
| FC Porto             | Portugal       | 1999 - 2000 |
| Fluminense           | Brasil         | 2000        |
| Cruzeiro             | Brasil         | 2001 - 2002 |
| Atlético Mineiro     | Brasil         | 2003        |
| Al-Kuwait            | Catar          | 2003 - 2004 |
| Corinthians Paulista | Brasil         | 2004        |
| Al-Ahli              | Arabia Saudita | 2005        |
| Figueirense          | Brasil         | 2005        |
| Denizlispor          | Turquía        | 2006        |
| Kayseri Erciyesspor  | Turquía        | 2006 - 2007 |
| Guaratinguetá        | Brasil         | 2007 - 2008 |
| Noroeste             | Brasil         | 2008 - 2009 |
| Linense              | Brasil         | 2010 - 2011 |
| Novorizontino        | Brasil         | 2012        |

### Selección nacional
| Selección | País   | Año       |
| --------- | ------ | --------- |
| Absoluta  | Brasil | 199 - 199 |

## Estadística de equipo nacional
| Selección de fútbol de Brasil | Selección de fútbol de Brasil | Selección de fútbol de Brasil |
| Año                           | Part.                         | Goles                         |
| ----------------------------- | ----------------------------- | ----------------------------- |
| 1999                          | 1                             | 0                             |
| Total                         | 1                             | 0                             |